# ㅜ

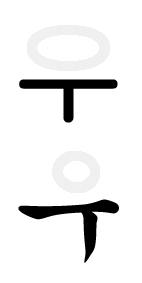

ㅜ es un jamo del hangul coreano. El código de Unicode para ㅜ es U+315C.